# Turó de l'Oriol (Castellterçol)
El Turó de l'Oriol és una muntanya de 727 metres que es troba al municipi de Castellterçol, a la comarca del Moianès.